# Mirko Bračič
Mirko Bračič (partizansko ime: Miran Bradač), slovenski častnik, prvoborec, partizanski komandant, politični komisar in narodni heroj, * 16. marec 1915, Trst,  † 11. december 1943, Kočevje.
Mirko Bračič se je rodil v narodno zavedni primorski družini v Trstu. Pred fašističnim preganjanjem Slovencev v Italiji je družina pobegnila v Jugoslavijo na Štajersko. 
Bračič je v Kraljevini Jugoslaviji končal podoficirsko šolo in bil do okupacije 1941 gardni podoficir.
Ob kapitulaciji Jugoslavije je izpod nemške okupacijske cone prebegnil v italijansko okupacijsko cono - Ljubljansko pokrajino, kjer je julija vstopil v NOV. Sprva je bil politični komisar borovniške čete, nato pa poveljnik notranjskega bataljona. Aprila leta 1942 je postal poveljnik 3. grupe odredov, decembra istega leta komandant 3. operativne cone imenovane tudi Alpska operativna cona, julija 1943  pa 14. divizije. Uradno naj bi pri napadu na nemško postojanko v Kočevju padel pod streli Nemcev, zapisano pa je bilo tudi, da ga je ustrelil komandant Loške brigade Franc Bobnar-Gedžo, ker naj bi Bračič veljal za izredno surovino. Med drugim je znano njegovo povelje Mirku Novaku Fricu, da ukaže usmrtitev dvanajstih internirancev rešenih iz ujetniškega vlaka 5. julija 1942..
Po njem je bila poimenovana 13. narodnoosvobodilna brigada »Mirko Bračič«; predhodno Loška brigada.